# グウェン・ウォン
グウェン・ウォン Gwen Wong（本名Gwen Lipscomb、フィリピン・マニラ (ルソン島) 出身）は、フィリピン系アメリカ人のモデル・女優。グウェンはアメリカ人、ポルトガル人、中国人、フィリピン人の混血。彼女は米PLAYBOY誌・1967年4月号のプレイメイトである。グウェンの中央見開き折込ページ（センターフォールド）は、マリオ・カッシーリ (Mario Casilli) とジーン・トリンドル (Gene Trindl) によって撮影された。
彼女の母親は、第二次世界大戦中にラジオパーソナリティを務めていた。グウェンの家族はマニラからオーストラリアのシドニー (ニューサウスウェールズ州) へ、そして最終的にアメリカ合衆国に移住した。そのとき彼女は7歳であった。
「Gwen Lipscomb」名義で彼女は1本だけ『The Witchmaker 』(1969年) という映画に「Fong Qual」という役で出演した。現在彼女は「ボディ・キャスティング」（実際の人体を鋳型の原型とする彫刻）を専門とするアーティストである。